# Cinquième au d'ssus
Pour plus de détails, voir Fiche technique et Distribution.
Cinquième au d'ssus est un moyen métrage français réalisé en 1935 par Jacques Daroy.

## Synopsis
Il y a de l'ambiance dans l'immeuble : deux déménageurs qui viennent de se lancer des injures au coin d'une rue se retrouvent inopinément chez la pédicure du cinquième. Au-dessus, un chasseur en partance pour son sport favori prépare ses cartouches. Un autre chasseur censé le rejoindre est retardé chez la pédicure où une petite fête bat son plein.

## Fiche technique
- Réalisateur : Jacques Daroy
- Scénario : Robert Chauvelot, René Champault, d'après la nouvelle de Robert Chauvelot et Champi
- Dialogues : Jacques Maury
- Photographie : Jean Goreaud
- Musique : William Kanvy
- Son : P. Gavelle
- Pays :  France
- Format : Noir et blanc - 1,37:1 - 35 mm - Son mono
- Durée : 31 minutes / Métrage : 881 mètres
- Genre : Comédie de première partie
- Année de sortie : 1935

## Interprétation
- Colette Darfeuil
- Raymond Cordy : un chasseur
- Jean Dax
- Robert Moor
- Suzanne Sandre
- Jacques Chahine
- Alberte Gallet
- Maud Debray
- Claire Lyne
- Léon Larive
- René Vannier
- Tahure : une danseuse
- Mareva : une danseuse